# 2. česká fotbalová liga 1996/1997
Tento článek vypovídá o 2. nejvyšší fotbalové soutěži v Česku – o jejím čtvrtém ročníku. O ročníku 1996/97.
| Poř. | Tým                                 | Z  | V  | R  | P  | VG | OG | B  |
| ---- | ----------------------------------- | -- | -- | -- | -- | -- | -- | -- |
| 1.   | FC Dukla                            | 30 | 22 | 5  | 3  | 53 | 15 | 71 |
| 2.   | AFK Atlantic Lázně Bohdaneč         | 30 | 14 | 10 | 6  | 39 | 21 | 52 |
| 3.   | FC Zlín                             | 30 | 12 | 12 | 6  | 55 | 33 | 48 |
| 4.   | FK PS Přerov                        | 30 | 12 | 8  | 10 | 54 | 43 | 44 |
| 5.   | FK Chmel Blšany                     | 30 | 11 | 10 | 9  | 38 | 29 | 43 |
| 6.   | FC Vítkovice                        | 30 | 9  | 16 | 5  | 31 | 25 | 43 |
| 7.   | SK Chrudim 1887                     | 30 | 10 | 10 | 10 | 39 | 22 | 40 |
| 8.   | 1. FC Brümmer Česká Lípa            | 30 | 11 | 7  | 12 | 33 | 36 | 40 |
| 9.   | FK GGS Arma Ústí nad Labem          | 30 | 9  | 11 | 10 | 24 | 30 | 38 |
| 10.  | SK LeRK Prostějov                   | 30 | 9  | 10 | 11 | 29 | 33 | 37 |
| 11.  | FK VP Frýdek-Místek                 | 30 | 8  | 12 | 10 | 35 | 40 | 36 |
| 12.  | SK Železárny Třinec                 | 30 | 9  | 8  | 13 | 29 | 44 | 35 |
| 13.  | FC Tatran Poštorná                  | 30 | 9  | 7  | 14 | 35 | 45 | 34 |
| 14.  | FC Slovácká Slavia Uherské Hradiště | 30 | 8  | 9  | 13 | 25 | 46 | 33 |
| 15.  | SK Pardubice                        | 30 | 8  | 7  | 15 | 29 | 50 | 31 |
| 16.  | FK Baník Havířov                    | 30 | 4  | 8  | 18 | 19 | 55 | 20 |

## Soupisky mužstev

### FC Dukla
Antonín Kinský (20/0),
Ladislav Macho (10/0) –
Václav Černý (14/2),
Ladislav Doseděl (9/1),
Michal Gregor (1/0),
Tomáš Janů (29/2),
Jiří Jeslínek (15/0),
Ivo Knoflíček (24/5),
Václav Koloušek (27/18),
Karel Krejčí (27/8),
Marcel Mácha (29/0),
Jaroslav Mašek (23/5),
Rastislav Michalík (10/2),
Josef Münzberger (11/0),
Petr Papoušek (27/3),
Ivan Pihávek (19/0),
Petr Podzemský (26/0),
Libor Polomský (9/1),
Roman Pučelík (25/1),
Jiří Rychlík (1/0),
Petr Vonášek (24/0),
Luděk Vyskočil (26/8),
Robert Žák (7/0) –
trenér Ladislav Škorpil

### AFK Atlantic Lázně Bohdaneč
Martin Tomek (29/0),
Petr Tuček (2/0) –
Petr Bílek (10/0),
Marek Heinz (8/0),
Jiří Ješeta (29/5),
Jiří Kaufman (8/0),
Jozef Kostelník (7/0),
Tomáš Krejčík (7/0),
Luboš Kubík (7/1),
Rostislav Macháček (24/8),
Josef Matoušek (23/1),
Petr Novák (10/0),
Roman Pavelka (13/0),
Roman Pavelka (28/1),
Josef Pechr (11/0),
Jaromír Plocek (13/0),
Richard Polák (1/0),
Josef Ringel (29/0),
Jaroslav Schindler (28/2),
Josef Sojka (13/1),
Antonín Spěvák (27/0),
Martin Svědík (16/10),
Martin Špinar (13/0),
Petr Tauchman (1/0),
Marek Trval (11/6),
Jiří Valta (26/1),
Adrian Vizingr (9/0) –
trenér Milan Šmarda

### FC Zlín
František Ondrůšek (4/0),
Jaroslav Polášek (2/0),
Daniel Zítka (24/0) –
Tomáš Čapka (12/2),
Petr Červenka (13/2),
Leoš Gojš (2/0),
Andrij Hryščenko (12/0),
Vladimír Hekerle (25/1),
Michal Hlavňovský (28/5),
Slavomír Hodúl (29/0),
Marek Hošťálek (24/6),
Tomáš Janda (4/1),
Marek Kincl (14/7),
Petr Klhůfek (25/1),
Ondrej Košarišťan (3/1),
Marcel Litoš (29/3),
Pavel Mareš (8/0),
Tomáš Medveď (7/4),
Michal Ondráček (21/0),
Rudolf Otepka (27/10),
Ondrej Šmelko (19/0),
Pavel Šustr (14/3),
Jaroslav Švach (26/4),
Marcel Švejdík (1/0),
Dušan Tesařík (29/3),
Vladimír Vítek (8/0) –
trenér Igor Štefanko

### FK PS Přerov
Pavel Barcuch (8/0),
Rostislav Bednárek (7/0),
Michal Vorel (15/0) –
Libor Bosák (7/0),
Miroslav Březík (20/8),
Tomáš Cigánek (11/1),
Stanislav Dostál (26/2),
Vilém Dýčka (23/1),
Michal Gottwald (25/8),
Radomír Grigar (6/0),
Milan Hanko (27/2),
Milan Holík (29/7),
Martin Chorý (27/9),
František Chovanec (26/0),
David Jedelský (1/0),
Jan Kolečkář (27/1),
Martin Krampla (4/0),
Jiří Kuba (4/0),
Marek Merhaut (2/0),
Emil Nečas (27/4),
Filip Švrček (2/0),
Martin Ulman (27/6),
Tomáš Vajda (27/0),
Aleš Vyskočil (1/0),
Milan Zbranek (27/4) –
trenér Dan Matuška

### FK Chmel Blšany
Oldřich Meier (5/0),
Tomáš Obermajer (25/0) –
Jiří Bešík (13/1),
Günter Bittengel (15/3),
Libor Čihák (26/0),
Jaroslav Diepold (24/5),
Patrik Gedeon (28/2),
Roman Hogen (28/11),
Aleš Jindra (25/2),
Jindřich Jirásek (27/2),
Petr Kašťák (14/1),
Tomáš Kubín (9/0),
Martin Kuchař (25/1),
Petr Pfeifer (24/1),
Petr Průcha (12/2),
Pavel Seidl (9/0),
Pavel Sedláček (13/1),
Jiří Schveiner (1/0),
Jaroslav Sláma (18/0),
Radek Šelicha (15/0),
Jan Šimák (15/1),
Michal Šimák (12/1),
Petr Vrabec (29/3) –
trenéři Miroslav Beránek, Jiří Říčka a Jiří Sedláček

### FC Vítkovice
Michal Kosmál (25/0),
Alan Twardzik (5/0) –
Pavel Bartoš (5/0),
Martin Černoch (28/3),
Tadeáš Gajger (26/2),
Michal Hampel (15/0),
Rastislav Hodúl (15/0),
Jan Chudý (12/0),
Martin Janík (9/1),
Miroslav Karas (25/1),
Lubomír Langer (30/10),
Karel Mičkal (12/0),
Vlastimil Molnár (18/1),
Ivo Müller (23/4),
Petr Němec (29/1),
Kamil Papuga (23/3),
Anton Petrovský (13/0),
Jiří Pšenica (2/0),
Ľubomír Puhák (19/1),
Petr Remeš (11/0),
Ivo Somr (17/1),
Ivo Staš (16/2),
Daniel Tchuř (14/0) –
trenér Jaroslav Pindor

### SK Chrudim 1887
Jaroslav Karel (26/0),
František Smak (4/0) –
Milan Bakeš (14/0),
Zdeněk Cihlář (14/0),
Roman Dobruský (29/7),
Dušan Dvořák (27/1),
Jaroslav Dvořák (21/1),
Ján Haspra (7/5),
Valdemar Horváth (28/2),
Vladimír Kocourek (15/2),
Ivan Kopecký (15/3),
Jiří Kovárník (29/3),
David Köstl (18/3),
Roman Kyral (6/1),
Miloš Moravec (12/0),
Miroslav Obermajer (23/3),
Miroslav Přibyl (1/0),
Martin Roček (26/0),
Luděk Stracený (26/5),
Oldřich Stříž (23/0),
Dušan Suchý (22/0),
Radim Truksa (11/1),
Roman Veselý (14/1) –
trenér Luděk Zajíc

### 1. FC Brümmer Česká Lípa
Pavel Hradiský (9/0),
Petr Macek (22/0) –
Jan Beránek (2/0),
Vladimír Blüml (24/2),
Milan Bouda (3/0),
Robert Caha (11/3),
Petr Čítek (5/0),
Martin Hapiák (27/1),
Aleš Jandač (1/0),
Petr Jeník (4/0),
Michal Jiráň (27/6),
Zoran Jovanoski (26/0),
Vladimír Juríček (23/3),
Stanislav Kadlec (6/0),
Jaroslav Kamenický (2/0),
Roman Ladra (23/2),
Radek Miřatský (17/4),
Jan Míl (19/5),
Vlastimil Rataj (9/0),
Richard Sitarčík (15/2),
Marek Smola (25/0),
Vladimír Synek (2/0),
Miroslav Štěpánek (21/0),
Aleš Vaněček (26/0),
Josef Vinš (22/4),
Marek Vít (25/0),
Karel Vokál (3/0) –
trenéři Josef Jebavý a Jaroslav Dočkal

### FK GGS Arma Ústí nad Labem
Zdeněk Divecký (1/0),
Marek Láska (30/0) –
Martin Arazim (14/5),
Jiří Bešík (9/2),
Michal Doležal (14/1),
Pavel Fasner (14/2),
Bedřich Hamsa (15/2),
Roman Harvatovič (13/0),
Jan Chudý (12/0),
Martin Chudý (4/0),
Pavel Kareš (14/0),
Tomáš Knap (12/0),
Tomáš Matějka (2/1),
Vítězslav Mojžíš (14/0),
František Novák (1/0),
Jiří Novák (13/0),
Michal Novák (13/3),
Miroslav Rada (11/0),
Zdeněk Rollinger (15/0),
Pavel Sedláček (8/1),
Jiří Sita (2/0),
Petr Strouhal (15/0),
Michal Ščasný (27/1),
Radek Šelicha (11/1),
René Šimek (20/0),
Jiří Šmidrkal (14/0),
Karel Tichota (14/0),
Martin Třasák (9/0),
Evžen Vohák (20/0) –
trenéři Zdeněk Ščasný, Vladimír Hruška a Jaromír Mixa

### SK LeRK Prostějov
Tomáš Bureš (4/0),
David Galla (14/0),
Martin Hložánek (13/0) –
Libor Baláž (11/0),
Milan Boušek (11/0),
Jiří Bureš (25/2),
Miroslav Čtvrtníček (7/0),
Petr Gottwald (27/7),
Tomáš Hamřík (9/0),
Libor Hanousek (13/0),
Erik Hrnčár (13/1),
Pavel Charvát (17/4),
Roman Juračka (22/2),
Pavel Navrátil (1/0),
Jan Nečas (14/2),
Petr Pospíšil (1/0),
Marek Rozsíval (7/0),
Aleš Sova (2/0),
Michal Spáčil (21/1),
Jan Stráněl (30/0),
Pavel Svoboda (29/3),
Michal Štefka (26/3),
Patrik Štecha (10/0),
Martin Šustáček (15/0),
Petr Tichý (1/0),
Aleš Trnečka (4/0),
Zdeněk Vacek (10/0),
Ladislav Vilímek (8/0),
Ivo Zbožínek (4/0),
Pavel Zbožínek (16/0),
Drahomír Zelina (25/4) –
trenéři Karel Trnečka a Vítězslav Kolda

### FK VP Frýdek-Místek
Petr Jursa (8/0),
Martin Raška (23/0) –
Ladislav Bohdal (11/2),
Vladimír Čáp (15/0),
Václav Činčala (15/5),
Zdeněk Ďuriš (11/5),
Pavel Hadaščok (27/1),
Roman Hruška (26/6),
Aleš Kaluža (3/0),
Tomáš Kamrád (21/2),
Vlastislav Klar (3/0),
Roman Konečný (11/1),
Jiří Kowalík (13/2),
Kamil Kořínek (1/0),
Pavel Kubánek (15/3),
Pavel Kulig (12/1),
Pavel Macíček (2/0),
Tomáš Machala (7/0),
Oldřich Mareček (13/0),
Petr Matúš (26/0),
Petr Moučka (17/0),
Tomáš Návrat (18/2),
David Pfleger (2/0),
Tomáš Rada (17/0),
Petr Ruman (15/4),
Marcel Sciranka (2/0),
Petr Sedlák (10/0),
René Seidler (19/0),
Stanislav Stuchlík (14/0),
Petr Zbončák (21/1) –
trenér Erich Cviertna

### SK Železárny Třinec
Petr Drobisz (29/0),
Jan Šráček (1/0) –
Zdeněk Cieslar (26/0),
Václav Činčala (14/5),
Jindřich Dohnal (21/5),
Rostislav Duda (14/0),
Michal Guzik (20/0),
Tomáš Hadrava (1/0),
Jan Chlebek (27/3),
Radomír Chýlek (25/4),
Tomáš Jakus (22/4),
Roman Kaizar (15/1),
Aleš Kaluža (7/0),
Stanislav Kanaš (10/1),
Vlastislav Klár (3/0),
Roman Klimeš (15/2),
Břetislav Kocur (2/0),
Ivan Kostelný (2/0),
Petr Kraut (13/0),
Karel Kula (13/0),
Kamil Matuszny (11/0),
Petr Melcher (26/1),
Rastislav Michalík (15/1),
Václav Pavlus (1/0),
Martin Štverka (12/0),
Roman Veselý (10/0),
Rostislav Vojáček (18/0),
Róbert Vojvoda (22/1),
Tomáš Zima (13/0) –
trenér Ján Barčák, asistent František Karkó

### FC Tatran Poštorná
Jiří Bartoš (23/2),
Martin Pařízek (7/0) –
Petr Bartes (30/3),
Petr Baštař (14/1),
Michal Brozman (14/1),
Ivo Čermák (2/0),
Karel Doležal (24/0),
Ivan Dvořák (4/0),
Václav Dvořák (27/3),
Patrik Holomek (11/0),
Kamil Janšta (15/0),
Antonín Kalčík (2/1),
Miroslav Koblenc (19/0),
Jiří Kopunec (3/0),
Jan Králík (5/0),
Marek Látal (9/0),
Vladimír Malár (15/2),
František Markovič (18/0),
Zbyněk Pohl (5/0),
Lubomír Průdek (27/2),
Milan Strya (26/5),
Stanislav Suský (8/0),
Radek Šindelář (21/9),
Martin Špinar (14/2),
Pavel Šustr (9/0),
Petr Tichý (27/1),
Petr Vybíral (21/2) –
trenér František Komňacký

### FC Slovácká Slavia Uherské Hradiště
Pavel Barcuch (15/0),
Radovan Krása (15/0) –
Ladislav Beníček (3/0),
Bohdan Brinka (3/0),
Pavel Buchta (1/0),
Libor Bužek (11/0),
Miroslav Hlahůlek (4/0),
Miroslav Kučera (14/1),
Robert Lamáček (18/1),
Miroslav Lecián (23/1),
Stanislav Malůš (11/1),
Fotis Maniatis (14/0),
Jaroslav Marx (23/1),
Igor Matušek (22/1),
Roman Mikulášek (4/0),
Ladislav Minář (14/3),
Pavel Němčický (12/0),
Jiří Nociar (25/1),
Miloslav Penner (14/2),
Stanislav Popelka (13/0),
Jiří Řezník (30/1),
Antonín Sedlář (15/6),
Michal Siegl (1/0),
Michal Silný (1/0),
Jakub Szkibik (1/0),
Libor Soldán (28/2),
Roman Široký (11/1),
Petr Švancara (14/1),
David Vaněk (3/0),
Luděk Vaverčák (30/2),
Aleš Zlínský (2/0) –
trenéři Jiří Nevrlý, Petr Vařecha a Jaroslav Kusák

### SK Pardubice
Libor Gerčák (7/0),
Martin Schejbal (25/0) –
Aleš Bednář (9/0),
Vladimír Cibulka (11/1),
Jiří Časko (11/1),
Petr Čavoš (11/1),
Martin Danihelka (1/0),
Oldřich David (11/0),
Ladislav Doseděl (9/1),
Petr Dvořák (23/0),
Roman Faic (10/2),
Jan Franek (12/0),
Lukáš Hlava (16/0),
Miroslav Jirka (22/3),
Roman Jůn (2/2),
Marek Kopecký (23/1),
Pavel Korytář (1/0),
Ondřej Kumpan (21/1),
Roman Kyral (12/1),
Radek Mikan (28/2),
Jaroslav Novotný (12/1),
Jaromír Pařízek (3/0),
Bohuslav Pilný (14/3),
Michal Podaný (1/0),
Petr Popelka (9/0),
Jiří Pospíšil (12/3),
Michal Samčenko (1/0),
Jiří Smeták (3/0),
Viktor Švestka (26/1),
David Tesař (1/0),
Jan Uhlíř (29/4),
Jan Zadrobílek (1/0),
David Zoubek (14/1) –
trenéři Josef Košátko a Zdeněk Zikán

### FK Baník Havířov
Aleš Hekera (3/0),
Radovan Krása (9/0),
Milan Miklas (21/0) –
Pavel Bernatík (4/0),
Lukáš Černín (14/0),
Miroslav Černý (7/0),
Tomáš Freisler (15/0),
Libor Fryč (28/3),
Ján Haspra (14/4),
Zdeněk Holý (11/1),
Radim Chvěja (22/0),
David Janeček (3/0),
Radomír Korytář (29/0),
David Kotrys (22/0),
Michal Krabec (22/0),
Petr Kraut (14/0),
Marcel Kulinski (11/0),
Ivan Mahút (19/0),
Radim Majer (27/0),
Kamil Matula (2/0),
Kamil Matuszny (15/0),
David Mydlo (12/5),
Miroslav Onufer (13/3),
Radek Sionko (13/3),
Karel Sochora (17/0),
Marek Ulehla (10/0),
Tomáš Zima (12/0) –
trenéři Rostislav Sionko a Jaroslav Chmela